# Mya Mason
Mya Mason (født 4. november 1984 i Denver), er en amerikansk pornoskuespiller. Hun har medvirket i 90 pornofilm siden 2003.